# Iwan Wladimirowitsch Tschechowitsch
Iwan Wladimirowitsch Tschechowitsch (russisch Иван Владимирович Чехович; englische Transkription: Ivan Vladimirovich Chekhovich; * 4. Januar 1999 in Jekaterinburg) ist ein russischer Eishockeyspieler, der seit August 2025 bei den Shanghai Dragons aus der Kontinentalen Hockey-Liga (KHL) unter Vertrag steht und dort auf der Position des linken Flügelstürmers spielt. Zuvor war Tschechowitsch bereits für Torpedo Nischni Nowgorod, Lokomotive Jaroslawl und den HK Witjas in der KHL aktiv.

## Karriere
Tschechowitsch entstammt der Nachwuchsabteilung von Junost Jekaterinburg aus seiner Geburtsstadt. Anschließend wechselte der Angreifer in die russische Hauptstadt Moskau, wo er in der Kaderschmiede des HK Dynamo aktiv war. Zwischen 2014 und 2016 war er dort für die U16- und U17-Mannschaften des Vereins aktiv sowie den HK MWD Balaschicha, das Farmteam Dynamos in der Nachwuchsliga Molodjoschnaja Chokkeinaja Liga (MHL). Durch die Wahl im CHL Import Draft durch die Drakkar de Baie-Comeau aus der Ligue de hockey junior majeur du Québec (LHJMQ) an dritter Stelle im Sommer 2016 zog es den jungen Russen nach Nordamerika.
Dort lief er mit Beginn der Saison 2016/17 für die Drakkar auf und sammelte in seinem Rookiejahr in 60 Einsätzen 59 Scorerpunkte. Nachdem Tschechowitsch im NHL Entry Draft 2017 in der siebten Runde an 212. Stelle von den San Jose Sharks aus der National Hockey League (NHL) ausgewählt worden war, bestätigte er die Leistungen aus der Vorsaison. Er wurde schließlich im April 2018 von den Sharks mit einem auf drei Jahre befristeten NHL-Einstiegsvertrag belohnt. Darüber hinaus erhielt der Angreifer einen Amateur-Probevertrag bis zum Ende der Saison 2017/18, so dass er sein Profidebüt in der American Hockey League (AHL) beim Sharks-Farmteam, den San Jose Barracuda, feiern konnte. Dort sammelte er in zehn Einsätzen elf Punkte. Zum Beginn des Spieljahres 2018/19 wurde er wieder in die LHJMQ zu den Drakkar de Baie-Comeau geschickt, um dort weiter im Juniorenbereich zu spielen. Im Trikot der Drakkar verzeichnete er 105 Punkte in 66 Spielen und wurde damit zweitbester Scorer der Liga, sodass er am Ende der Saison ins LHJMQ Second All-Star-Team gewählt wurde.
Zur Saison 2019/20 wechselte er fest zu den San Jose Barracuda in die AHL. Während der Saison 2020/21 wurde an Torpedo Nischni Nowgorod aus der Kontinentalen Hockey-Liga (KHL) ausgeliehen, absolvierte 47 KHL-Partien für Torpedo, erzielte dabei 36 Scorerpunkte und wurde im November und Dezember 2020 jeweils als KHL-Rookie des Monats ausgezeichnet. Nach dem Ausscheiden Torpedos aus den KHL-Playoffs kehrte er nach Nordamerika zurück und feierte dort im restlichen Saisonverlauf sein Debüt für die San Jose Sharks in der NHL. Dennoch lösten die Sharks den Vertrag mit dem jungen Russen im August 2021 auf, sodass dieser in die KHL zu Nischni Nowgorod zurückkehrte. Er verbrachte dort die Saison 2021/22, ehe er im Mai 2022 innerhalb der Liga zu Lokomotive Jaroslawl wechselte. Bei Lokomotive stand Tschechowitsch zwei Spielzeiten unter Vertrag. Vor der Spielzeit 2024/25 vollzog er einen erneuten Wechsel zum Ligakonkurrenten HK Witjas, ebenso ein Jahr später zum chinesischen Ligateilnehmer Shanghai Dragons.

### International
Sein Heimatland vertrat Tschechowitsch bei zahlreichen Gelegenheiten im Juniorenbereich. So spielte er bei der World U-17 Hockey Challenge 2015, dem Ivan Hlinka Memorial Tournament 2016 und der World Junior A Challenge 2016 sowie den U18-Junioren-Weltmeisterschaften in den Jahren 2016 in den Vereinigten Staaten und 2017 in der Slowakei. Dabei sammelte er ebenso zahlreich Medaillen. Neben dem Gewinn der Silbermedaille bei der World U-17 Hockey Challenge errang er Bronzemedaillen beim Ivan Hlinka Memorial Tournament, der World Junior A Challenge und der U18-Junioren-Weltmeisterschaft 2017. Bei letzter wurde er zudem ins All-Star-Team des Turniers gewählt, nachdem er in sieben Einsätzen neun Punkte gesammelt hatte.
Für die U20-Junioren-Weltmeisterschaft 2019 in Kanada wurde der Russe zunächst auch ins vorläufige Aufgebot seines Heimatlandes berufen, jedoch aufgrund einer kurz vor Turnierbeginn diagnostizierten Rückenverletzung letztlich nicht für den Turnierkader nominiert. Im Rahmen der Euro Hockey Tour 2020/21 feierte Tschechowitsch sein Debüt in der russischen A-Nationalmannschaft.

## Erfolge und Auszeichnungen
- 2019 LHJMQ Second All-Star-Team
- 2020 KHL-Rookie des Monats November
- 2020 KHL-Rookie des Monats Dezember

### International
- 2015 Silbermedaille bei der World U-17 Hockey Challenge
- 2016 Bronzemedaille beim Ivan Hlinka Memorial Tournament
- 2016 Bronzemedaille bei der World Junior A Challenge
- 2017 Bronzemedaille bei der U18-Junioren-Weltmeisterschaft
- 2017 All-Star-Team der U18-Junioren-Weltmeisterschaft

## Karrierestatistik
Stand: Ende der Saison 2024/25

### International
Vertrat Russland bei:
| - World U-17 Hockey Challenge 2015 - Ivan Hlinka Memorial Tournament 2016 - World Junior A Challenge 2016 | - U18-Junioren-Weltmeisterschaft 2016 - U18-Junioren-Weltmeisterschaft 2017 |

(Legende zur Spielerstatistik: Sp oder GP = absolvierte Spiele; T oder G = erzielte Tore; V oder A = erzielte Assists; Pkt oder Pts = erzielte Scorerpunkte; SM oder PIM = erhaltene Strafminuten; +/− = Plus/Minus-Bilanz; PP = erzielte Überzahltore; SH = erzielte Unterzahltore; GW = erzielte Siegtore; 1 Play-downs/Relegation; Kursiv: Statistik nicht vollständig)